# Inženjer zvuka
Inženjer zvuka ili audio inženjer (eng. Sound Engineer, Audio Engineer, Recording Engineer, Balance Engineer, nje. Toningenieur ) je tehničko zanimanje. Pokriva područje tonske tehnike, studijskog i tonskog snimanja, tehnike snimanja (digitalno/analogno), obrade signala, akustike i računalne produkcije. Djelokrug inženjera zvuka djelimice se prepleće s tonskim majstorom. Za razliku od tonskog majstora koji se bavi i glazbenim stvarima poput nota, zadaća inženjera zvuka prije svega je tehnička skrb o produkciji.
Tonski snimatelj, mješač tona i tehničar za zvučne efekte blisko su povezana zanimanja.  Čine dio snimateljskog tima. Svima je zajedničko to što snimaju zvuk za sve vrste televizijskih i radijskih emisija, kao i snimanje tona za film ili snimanje glazbenog materijala. U Hrvatskoj poslovi snimatelja tona, mješača tona i tehničara za zvučne efekte nisu striktno odijeljeni, pa u mnogim ustanovama pojedinci obavljaju sva tri posla. Tehničar za zvučne efekte obogaćuje snimku zvuka dodatnim efektima. Izabire iz zbirke različitih zvučnih efekata i glazbenih podloga one koje konkretnoj snimci najviše odgovaraju. Godinama rada svatko u timu svatko postaje bolji i ostali srodni poslovi sve su mu shvatljiviji. Stoga nakon višegodišnjeg iskustva pojedince se može promaknuti u ton majstore.

## Vanjske poveznice
- Audio engineering formulas and calculators
- Audio Engineering Articles, Tutorials and Interviews
- Online tečaj zvučnog inženjeringa  Arhivirana inačica izvorne stranice od 21. studenoga 2008. (Wayback Machine) pod licencijom Creative Commons
- Universität der Künste in Berlin Studium zum Tonmeister und Sound Engineer
- Institut für Elektronische Musik und Akustik KU Graz